# Schizofrenia hebefreniczna
Schizofrenia zdezorganizowana lub hebefreniczna – podtyp schizofrenii, który charakteryzuje się przede wszystkim niespójnością, absurdalnością zachowania oraz nieadekwatnością reakcji emocjonalnych lub ich całkowitym brakiem; ponadto obserwuje się wzmożoną wrażliwość na bodźce wewnętrzne przy jednoczesnym osłabieniu wrażliwości na bodźce zewnętrzne. Mogą występować halucynacje oraz urojenia, ale nigdy nie tworzą one usystematyzowanej całości. Charakterystyczne dla chorych jest także zaniedbanie higieny osobistej, a niekiedy koprofagia.
Schizofrenia zdezorganizowana  rozpoczyna się najczęściej wcześnie (pomiędzy 15. a 25. rokiem życia). Istotnym jej elementem jest uczucie pustki u chorego, pogorszenie funkcjonowania społecznego oraz dominacja objawów osiowych (rozszczepiennych). Z tego względu rokowanie w tej odmianie schizofrenii jest często niepomyślne. 
Schizofrenię zdezorganizowaną uważa się za krańcową postać „zespołu dezorganizacji”, który stawia się w hipotezie jako jeden z aspektów modelu trzech czynników objawowych w schizofrenii Pozostałe czynniki to: „skrzywienie rzeczywistości” (w którego skład wchodzą urojenia i omamy) i „zubożenie psychomotoryczne” (alogia, brak ruchów spontanicznych oraz różne aspekty stępienia afektu).